# جي إل باركز
جي إل باركز (بالإنجليزية: J. L. Parks)‏ هو لاعب كرة سلة أمريكي سابق وحمل الرقم 28 و44. يبلغ طوله 6 قدم 0 بوصة (1.8 م). مثّل منتخب بلاده وفاز معه ببطولة كأس العالم لكرة السلة 1950.

## الميداليات
| الميدالية | المسابقة                         |
| --------- | -------------------------------- |
| فضية      | بطولة كأس العالم لكرة السلة 1950 |

## روابط خارجية
- جي إل باركز على موقع الاتحاد الدولي لكرة السلة (الإنجليزية)
- جي إل باركز على موقع سبورتس رفرنس (الإنجليزية)
- جي إل باركز على موقع كلية كرة السلة في سبورتس رفرنس.كوم (الإنجليزية)
- جي إل باركز على موقع ريلجم (الإنجليزية)